# Caspar Berger
Caspar Berger (ur. XVI w., zm. 1595) – śląski rzeźbiarz czasów późnego renesansu i manieryzmu, czynny w Legnicy w latach 1575–1595, najbardziej znany przedstawiciel tego środowiska artystycznego.

## Życiorys
Caspar Berger tworzył w latach 1575–1595 prawie wyłącznie sporych rozmiarów nagrobki, epitafia i płyty nagrobne śląskiej szlachty oraz wybitniejszych mieszczan legnickich. Do budowy swych dzieł wykorzystywał tylko piaskowiec. Wyspecjalizował się w tworzeniu przedstawień reliefowych. Jego dzieła wyróżniają się uporządkowanym podziałem pionowym i poziomym oraz umiarkowaną dekoracją. Berger korzystał ze wzorów niderlandzkich. Wiele z jego dzieł zostało przez niego podpisanych, najczęściej: C. B. B.; C. B.B.L.  lub Caspar Berger Bildhauer zu Liegnitz. Jego uczniem i następcą był Martin Pohl.
Caspar Berger zasłynął także jako gospodarz licznych biesiad, na które skarżyli się mieszkańcy Legnicy.

## Dzieła
- nagrobek dzieci von Stosch w kościele w Mojęcicach (1584), z sygnaturą artysty;
- nagrobek Władysława i Heleny von Stosch w kościele w Mojęcicach (1587), z sygnaturą artysty;
- ambona w katedrze św. Piotra i Pawła w Legnicy (1588), z sygnaturą artysty;
- nagrobek Hansa von Schweidnitz w kościele w Rosochatej (1585–1595), z sygnaturą artysty.